# Панское (Калужская область)
Па́нское — деревня в Малоярославецком районе Калужской области, в составе сельского поселения Деревня Шумятино.

## Население
| 2002 | 2010 |
| ---- | ---- |
| 284  | ↗432 |

## История
Расположена на месте древнего городища XIV века, предположительно литовского, которое и дало название деревне. Также считалось, что это городище — летописный город Лужа. Вероятно в те же времена эти земли мог получить за ратную доблесть и участие в походах великого князя московского Ивана Васильевича — Пестрик Ларионов. Он и его наследники владели Панским до 1805 года.
Во времена Отечественной войны 1812 года, в ходе Малоярославецкого сражения в деревне располагалась ставка генерала М. И. Платова. Главный дом усадьбы, парк и пруды, частично сохранившиеся до наших времён, построены после 1812 года.
К 1914 году Панское — сельцо Марьинской волости Малоярославецкого уезда Калужской губернии в котором постоянно проживало 120 человек, из которых 60 мужчин и 60 женщин.
До 1918 года усадьба принадлежала представителям дворянского рода Кудрявцевых, а после национализации большевиками на территории имения и главного дома находился пионерский лагерь, позднее — детский дом. 
В годы Великой Отечественной войны деревня была оккупирована войсками Нацистской Германии с октября 1941 года по январь 1942-го. В начале октября 1941 года в Панском располагался штаб Малоярославецкого боевого участка и КП командира 312-й стрелковой дивизии полковника А. Ф. Наумова.
5 июля 1944 года, как населённый пункт на территории Малоярославецкого района Панское вошло в состав образованной Калужской области.

## Образование
В 1973 году построена школа, с 2007 года — Панская общеобразовательная школа-интернат основного общего образования.

## Объекты историко-культурного наследия
На территории деревни находится усадьба русского генерала, георгиевского кавалера, дворянина Дмитрия Ивановича Кудрявцева. Она построена в 1813 году в стиле Александровского ампира и является памятником архитектуры федерального значения. В Калужской области из памятников деревянного ампира сохранились только несколько домов в Калуге и особняк усадьбы Панское.
В настоящее время усадьба находится в плачевном состоянии. Главный дом усадьбы уничтожен огнём 10 апреля 2019 года. Регулярный парк утрачен в результате действия времени и отсутствия ухода. Каменный флигель разрушается в результате действия времени и отсутствия ухода.
Недалеко от Панского, на восточной его окраине и на правом берегу реки Лужи находится древнее городище. Дмитрий Иванович Малинин в своей книге «Опыт исторического путеводителя по Калуге и главнейшим центрам губернии» пишет:

…близ деревни Панской, находится древнее городище в 12 саженей высотой над рекой, с остатком больших ворот в земляном валу. Некоторые полагают, что здесь был город Лужа, который в последний раз упоминается в духовной княгини Евпраксии, вдовы Владимира Андреевича в 1452 году. Весьма возможно, что Лужа был разорён татарами в 1481 году.— Д. И. Малинин.

## Примечание
1. 1 2  Всероссийская перепись населения 2010 года. Численность и размещение населения Калужской области (том 1)
2. ↑  Перепись 2002 года. Калужская область
3. 1 2  Калужская энциклопедия, 2005, с. 316.
4. ↑  Глинка, 1842, с. 28.
5. ↑  Безсонов, 1929.
6. ↑  Список населённых мест Калужской губернии, 1914, с. 61.
7. ↑  Наумов, 1968, с. 10—15.
8. ↑  История Панской школы. Дата обращения: 4 июля 2010. Архивировано 13 февраля 2015 года.
9. ↑  Постановление Совмина РСФСР от 30.08.1960 № 1327. Дата обращения: 13 февраля 2015. Архивировано 13 февраля 2015 года.
10. ↑  Усадьба Кудрявцева. Дата обращения: 4 июля 2010. Архивировано из оригинала 13 февраля 2015 года.
11. ↑  Малинин, 1992, с. 91.